# Thailändische Rugby-Union-Nationalmannschaft
Die thailändische Rugby-Union-Nationalmannschaft repräsentiert Thailand in der Rugby Union. Das Team ist vom International Rugby Board (IRB) als Nationalmannschaft der dritten Kategorie eingestuft.

## Geschichte
Das erste Länderspiel einer thailändischen Rugby-Union-Nationalmannschaft fand am 18. Januar 1970 gegen Japan statt. Man verlor mit 11:42. Bis Ende der 1970er Jahre wurde der Spielbetrieb aufrechterhalten. Danach folgten zehn Jahre, in denen kein Länderspiel mit thailändischer Beteiligung stattfand. Erst ab 1988 fanden wieder Länderspiele statt.
So nimmt man seit 1995 an der Qualifikation zur Rugby-Union-Weltmeisterschaft teil. Zu einer erfolgreichen Qualifikation reichte es bisher nicht, man scheiterte jeweils in der ersten Qualifikationsrunde. Seit 2008 ist man Teil der Asian Five Nations, der inoffiziellen Asienmeisterschaft. Bei der ersten Austragung besiegte man Indien und Malaysia und schaffte somit den Aufstieg in die erste Division, die direkt unter der Topdivision angesiedelt ist. Die Mannschaft verlor im folgenden Jahr das WM-Qualifikationsspiel gegen Arabien und schied so in der zweiten Runde aus.

## Teilnahmen an Weltmeisterschaften
- 1987 nicht teilgenommen
- 1991 nicht teilgenommen
- 1995 1. Qualifikationsrunde
- 1999 1. Qualifikationsrunde
- 2003 1. Qualifikationsrunde
- 2007 1. Qualifikationsrunde
- 2011 2. Qualifikationsrunde